# ماكوتو تيغوراموري
ماكوتو تيغوراموريهو مدرب كرة قدم ياباني ولاعب كرة قدم سابق. من مواليد 14 نوفمبر 1967، يدرب حاليا منتخب اليابان تحت 23 سنة لكرة القدم منذ سنة 2014.

## روابط خارجية
- ماكوتو تيغوراموري على موقع قاعدة بيانات كرة القدم.إي يو (الإنجليزية)
- ماكوتو تيغوراموري على موقع Soccerway.com (الإنجليزية)
- ماكوتو تيغوراموري على موقع عالم كرة القدم.نت (الإنجليزية)
- ماكوتو تيغوراموري على موقع أوليمبيديا (الإنجليزية)